# Universidad Brigham Young
La Universidad Brigham Young (BYU), localizada en Provo, Utah, Estados Unidos, es una universidad privada y coeducacional cuya titularidad pertenece a La Iglesia de Jesucristo de los Santos de los Últimos Días y trabaja bajo los auspicios de su Sistema Educativo de la Iglesia. Aproximadamente 98% de los 34 000 estudiantes en BYU son miembros de la Iglesia de Jesucristo de los Santos de los Últimos Días. Además, dos tercios de los estudiantes estadounidenses provienen de fuera del estado de Utah. Cerca de 70% del costo de operaciones de BYU es financiado por los fondos de diezmo de la Iglesia, haciendo que el costo de educación sea relativamente más baja que los de otras universidades privadas semejantes. El foco primario de la universidad está en la educación de pregrado, pero también ofrece programas de posgrado (68 programas de máster y 25 programas de doctorado, incluyendo el programa de doctor en derecho). La universidad ofrece también una gran variedad de clases de idiomas extranjeros.

## Historia

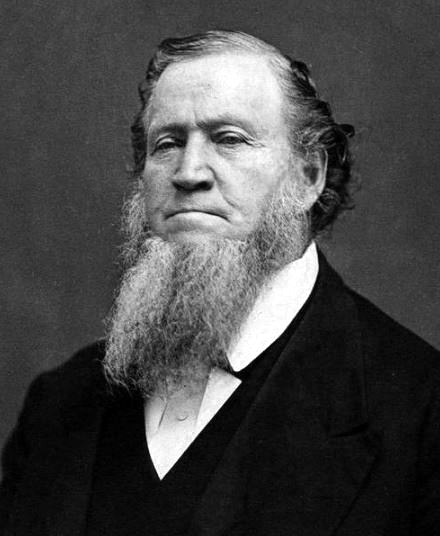
Brigham Young, el epónimo de la universidad

### Primeros días
En 1862 un hombre llamado Warren Dusenberry inició una escuela provisional en un prominente edificio de adobe llamado Cluff Hall, que estaba situada en la esquina al noreste de 200 Oriental, 200 Norte en Provo. El 16 de octubre de 1875, Brigham Young, en aquella época presidente de La Iglesia de Jesucristo de los Santos de los Últimos Días, compró personalmente el edificio Lewis después de insinuar que se construiría una escuela en Draper, Utah en 1867. Por lo tanto, el 16 de octubre de 1875 es conocido como la fecha fundadora de BYU. La escuela fue separada de la Universidad de Deseret y nombrado "Brigham Young Academia" con clases que comenzaron el 3 de enero de 1876. Warren Dusenberry sirvió como director provisional de la escuela por varios meses hasta abril de 1876, cuando se dio la elección de Brigham Young para el director oficial —un inmigrante alemán llamado Karl G. Maeser. Sin embargo, la escuela no llegó a ser una universidad, hasta el fin del puesto de Benjamin Cluff como presidente. En aquel momento, la escuela aún era apoyada en privado por miembros de la comunidad y no fue patrocinada oficialmente por la Iglesia de Jesucristo de los SUD hasta 18 de julio de 1896. A pesar de opiniones opuestas, la institución pronto llegó a ser conocida como la Universidad Brigham Young.
En 1903, Brigham Young Academy fue disuelta y reemplazada por dos instituciones: Brigham Young High School (preparatoria), y la Universidad Brigham Young (BYU). George H. Brimhall fue elegido como el nuevo Presidente de BYU. Bajo su dirección, en 1904 la BYU compró 17 acre (0,03 mi²) de tierra llamado "Temple Hill" (la Colina del Templo). La construcción para el primer edificio en el campus actual, el Edificio Karl G. Maeser, empezó en 1909. Brimhall también presidió la universidad durante una breve crisis sobre la teoría de la evolución, la cual, Joseph F. Smith, Presidente de la Iglesia, pidió que no se enseñara en la escuela por un período de tiempo.

### Expansión

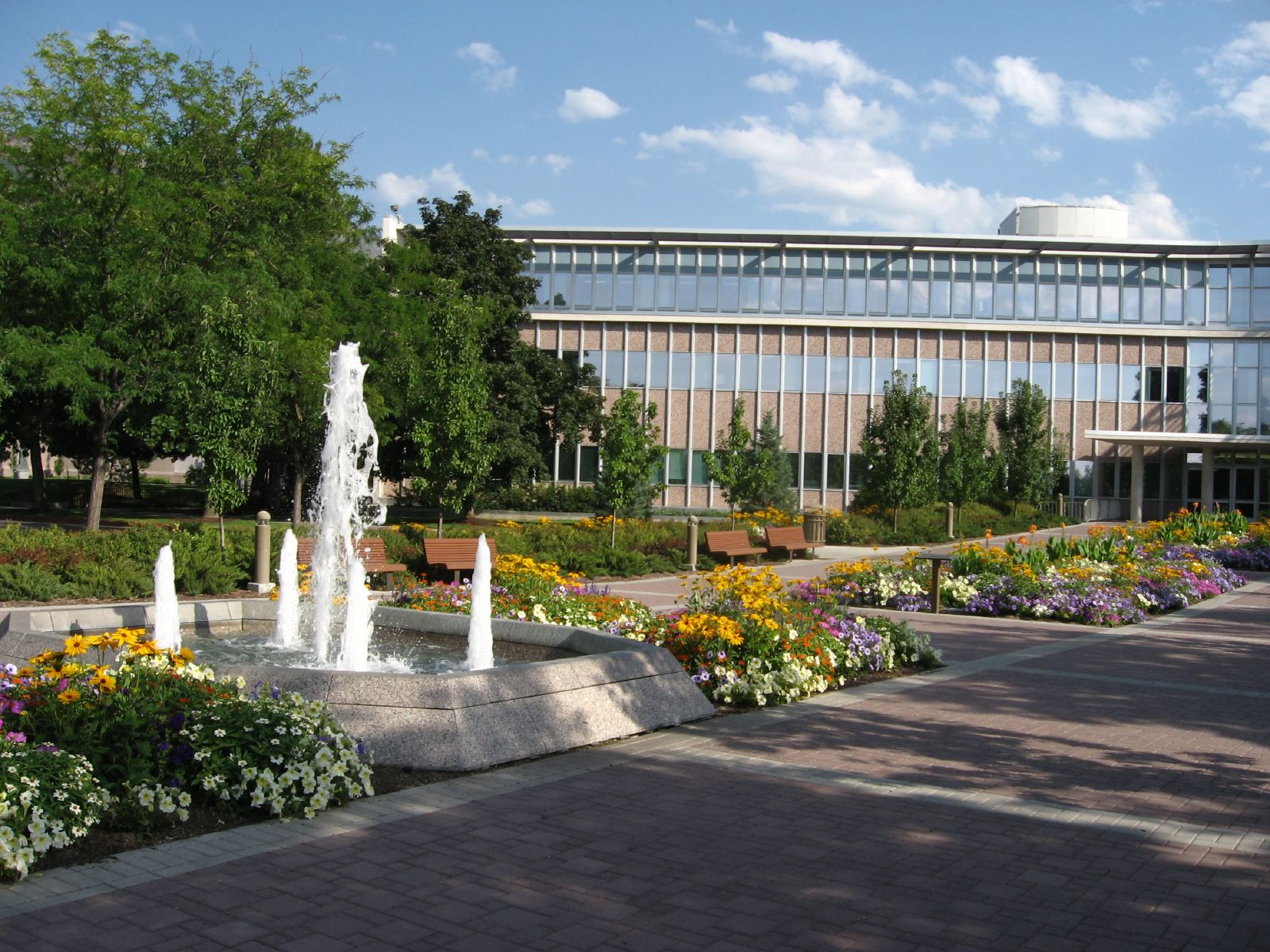
El edificio Abraham O. Smoot, el edificio administrativo principal del campus de Provo

Franklin S. Harris fue designado presidente de la universidad en 1921, siendo el primer presidente de BYU en tener un grado doctoral. Al principio de su administración, la escuela no fue reconocida oficialmente como una universidad por ninguna organización acreditadora. Pero al fin de su término, la escuela fue acreditada por las más importantes organizaciones acreditadoras de aquella época. Harris fue reemplazado por Howard S. McDonald, quien recibió su doctorado de la Universidad de California. Cuando recién empezaba en el puesto, la Segunda Guerra Mundial acababa de terminar, y miles de estudiantes inundaban la BYU. Hacia el fin de su permanencia, la escuela había crecido casi cinco veces a una matrícula de 5.440 estudiantes. La universidad no tenía las instalaciones para manejar una entrada tan grande, así que él compró parte de una base militar en Ogden, Utah y la reedificó para albergar a algunos de los estudiantes. El presidente siguiente, Ernest L. Wilkinson, también supervisó un período de crecimiento intenso, por lo que la escuela adoptó un programa acelerado de construcción. Wilkinson fue responsable de la construcción de más de ochenta estructuras en el campus, la mayoría de las cuales aún se usan en la actualidad. Durante su periodo el alumnado aumentó seis veces, haciendo a la BYU el colegio privado más grande de aquella época. El Presidente Wilkinson también reorganizó las unidades de la Iglesia SUD en el campus, con diez estacas y más de 100 barrios.
Dallin H. Oaks reemplazó Wilkinson como presidente en 1971. Oaks continuó la expansión, agregando una Escuela de derecho y proponiendo planes para una nueva Escuela de administración. Durante su administración, se agregó también una nueva biblioteca, duplicando el espacio de biblioteca en el campus. Jeffrey R. Holland fue el siguiente presidente. Creía que la fuerza más grande de la escuela era su naturaleza religiosa y que esto debía ser aprovechado. Durante su administración, la universidad agregó un campus en Jerusalén, ahora llamado el Centro de BYU Jerusalén. En 1989, Jeffrey R. Holland fue reemplazado por Rex E. Lee. Lee fue responsable de la construcción del Edificio de ciencia Benson y del Museo de arte en el campus. En 1996 Merrill J. Bateman empezó como presidente. Bateman fue responsable de la construcción de 36 nuevos edificios para la universidad dentro y fuera del campus, incluyendo la expansión de la Biblioteca de Harold B. Lee. Una red de la TV vía satélite de BYU también se inició en 2000 bajo su liderazgo. Bateman fue también presidente durante los ataques del 11 de septiembre de 2001 y dirigió un servicio de oración inmediatamente después. Bateman fue seguido por Cecil O. Samuelson en 2003, y Samuelson fue seguido por Kevin J. Worthen en 2014. Worthen es el presidente actual.

## Academia

### Posición
En 2008, el U.S. News & World Report situó BYU como la no. 79 en los Estados Unidos (en general). El Princeton Review ha situado también a la BYU en varias categorías, inclusive como el tercer mejor valor para una universidad en los Estados Unidos en 2005[10] y el mejor valor para universidad en 2007.[11] La BYU también tiene una de las mejores bibliotecas en el país[12] y está designada como una universidad de investigación por Carnegie con una alta actividad de investigación, una de las clasificaciones más altas de la Fundación de Carnegie para el Avance de la Enseñanza.[13] La BYU está situada también en el puesto n.º 19 en el U.S. News & World Report dentro de la clasificación de "Buenas Escuelas, Buenos Precios", y en el puesto n.º 12 en la deuda más baja contraída por estudiantes. [14]

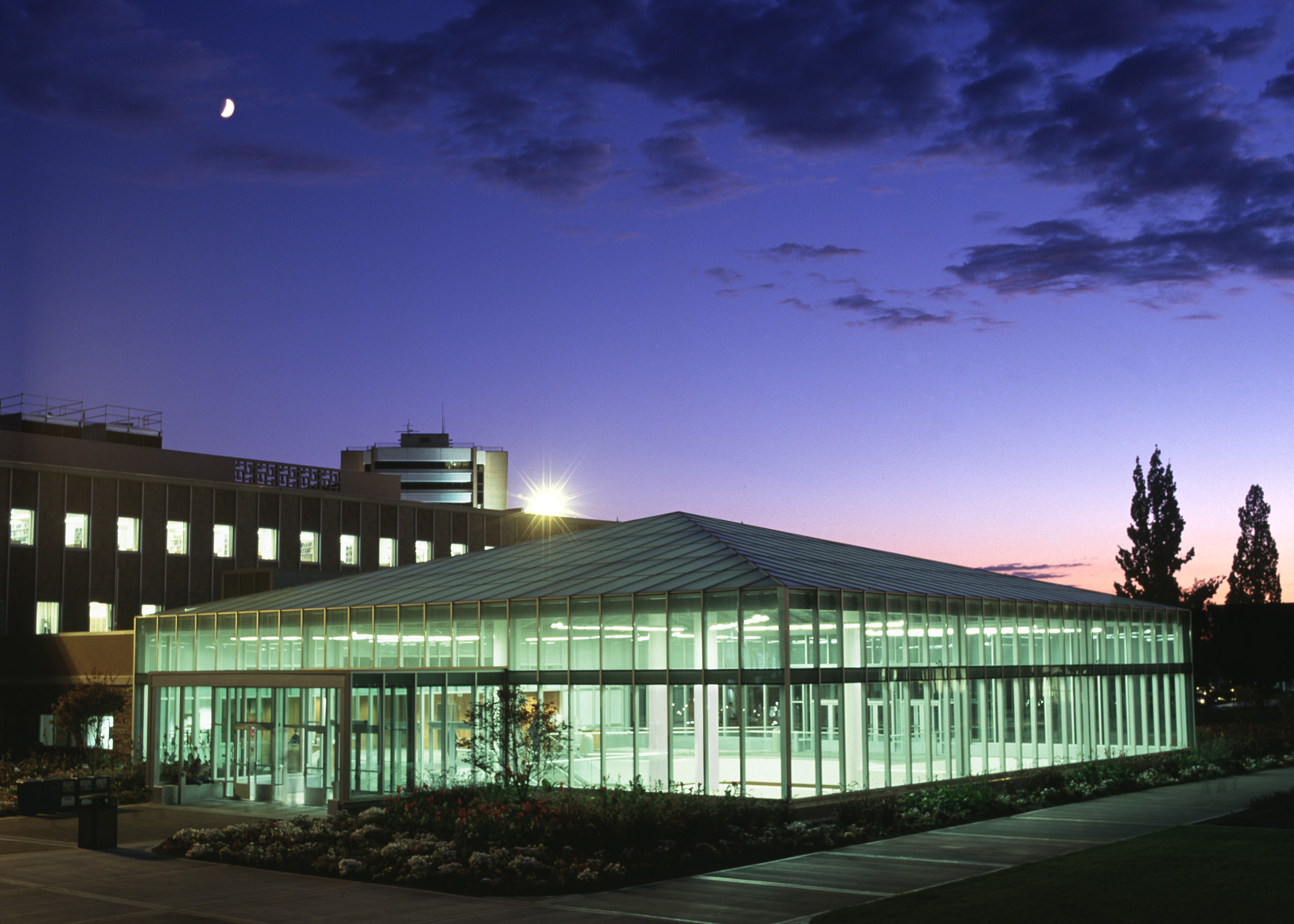
La Biblioteca Harold B. Lee es constantemente clasificada entre las diez primeras en los EE. UU.

La Escuela Marriott de Administración ha recibido el reconocimiento en varias áreas, sobre todo sus programas de contabilidad y negocios. La Escuela Marriott fue situada como no. 1 en su ramo según un análisis del 2007 por el Wall Street Journal y Harris Interactive. BusinessWeek [15] situó la Escuela Marriott de Administración como no. 8 en su programa de grado de Negocios en 2007[16] mientras que Financial Times la valoró como no. 1 de la nación en el mismo año. [17] En el énfasis de la moralidad (ética), un artículo del 2006 del Wall Street Journal situó a la BYU como no. 2 en la nación. [14] Su programa de contabilidad siempre saca buenas calificaciones. Recientemente, [20] el U.S. News & World Report situó a la BYU como no. 3 en la nación para 2008.[20]
Los científicos de la BYU han creado algunos inventos notables. Philo T. Farnsworth, el inventor de la televisión, recibió su educación en BYU, y regresó luego para hacer investigación de fusión, recibiendo un doctorado con honores por parte de la universidad. Harvey Fletcher, un alumno de la BYU, llevó a cabo el famoso experimento de petróleo-gota con Robert Millikan. El departamento de Ciencias Computacionales desarrolló y mantiene actualmente phpLDAPadmin y también desarrolló el algoritmo que es la base del Lazo magnético en Adobe Photoshop.

### Admisiones
BYU aceptó el 74% de las 10.010 personas que solicitaron la admisión en 2007. [41] Las promedios para el ACT y GPA para estos estudiantes admitidos fueron 27,9 y 3,78, respectivamente. [41]. El U.S. News y el World Report describe la selectividad de BYU como "más selectiva” [42] y la compara con universidades tales como la Universidad de Texas [43] y La Universidad Pública de Ohio. [44]

### Programas de estudios en el extranjero
BYU administra muchos programas de estudios en el extranjero, con centros satélite en Londres, Jerusalén, y París, así como más de otros 20 sitios. [35] Casi 2000 estudiantes aprovechan estos programas cada año. En 2001, el Instituto de la Educación Internacional situó a BYU como la número uno en los EE. UU. por sus esfuerzos de ofrecer esta clase de programas. [36][37][38][39]

### Clases de religión
Todos los estudiantes, a pesar de su religión, deben tomar un total 14 horas de cursos religiosos durante su estancia en BYU para poder graduarse (grado). Los estudiantes tienen un poco de flexibilidad con estos cursos religiosos, aunque deban tomar por lo menos dos cursos que cubren el Libro de Mormón, una que cubra Doctrina y Convenios, y una sobre el Nuevo Testamento.

### Programa de idiomas
Un aspecto extraordinario de BYU es su abundancia de estudios extranjeros y de la alta calidad de idiomas. Más de tres cuartos de sus estudiantes pueden hablar una segunda lengua (sumando 107 idiomas en total). Todo esto gracias a que cerca del 45% del alumnado en BYU ha servido como misionero para La Iglesia y muchos de ellos aprendieron un idioma extranjero como parte de su tarea de la misión. Durante cualquier semestre, cerca de la tercera parte del matriculado toma clases de idiomas extranjeros--casi cuatro veces el promedio nacional. BYU ofrece cursos en más de 60 idiomas diferentes, muchos con cursos avanzados que rara vez son ofrecidos en otra parte. La universidad fue escogida por el Departamento de los Estados Unidos de la Educación como la ubicación del Centro nacional de Recursos de Idiomas de Oriente Medio, haciendo a la escuela un centro para expertos en esa región.

### Investigación notable y premios
Científicos asociados con la BYU han creado algunas invenciones notables. Philo T. Farnsworth, inventor de la televisión electrónica, recibió su educación en BYU, y más tarde volvió para investigar la fusión, recibiendo un grado honorario de la universidad. Harvey Fletcher, también alumno de BYU, inventor del sonido estereofónico, pasó a llevar a cabo el famoso experimento de la gota de aceite con Robert Millikan, y fue más tarde Decano Fundador de la Facultad de Ingeniería de BYU. H. Tracy Hall, inventor del diamante fabricado por el hombre, dejó General Electric en 1955 y se convirtió en catedrático de química y director de investigación de la BYU. Una vez allí, inventó un nuevo tipo de diamond press, the tetrahedral press.

## Organización
La Universidad Brigham Young es parte del Sistema Educativo de la Iglesia (SEI) de La Iglesia de Jesucristo de los Santos de los Últimos Días. Está organizada bajo la Junta de Fideicomisarios, con el actual Presidente de la Iglesia, Russell M. Nelson, como director. El Presidente de BYU, actualmente Kevin J. Worthen, trabaja en cooperación con la junta. En total, BYU tiene 194 programas de grado, 68 programas de maestría, 25 programas de doctorado, y un programa del doctor en derecho. Estos programas son administrados por 11 colegios:

## Campus
El campus principal se extiende sobre unos 2,3 kilómetros, ubicado en la base de las Montañas Wasatch e incluye 295 edificios. Los edificios cuentan con una amplia variedad de estilos arquitectónicos, cada edificio que se construye en el estilo de su época. El césped, los árboles y las flores se mantienen impecables. Además, la vista de la Montañas Wasatch (incluyendo el Monte Timpanogos) se puede ver desde el campus. La biblioteca Harold B. Lee, la cual fue clasificada como "Great College Library" número 1 por The Princeton Review en 2004, posee unos 8 millones y medio de artículos en sus colecciones, posee 158 km de estanterías y puede albergar a 4.600 personas. La Torre Spencer W. Kimball contiene varios departamentos de la universidad así como programas y es el edificio más alto de Provo (Utah). Además, el Centro Marriott, utilizado como cancha de baloncesto, puede albergar a 22.000 personas, siendo una de las más grandes canchas de baloncesto de los Estados Unidos.

### Alojamiento de estudiantes
Los estudiantes solteros tienen cuatro opciones en el alojamiento: Heritage Halls, Helaman Halls, Wyview Park y el FLSR. Los estudiantes casados pueden vivir en Wymount Terrace.
- Heritage Halls es un complejo de edificios veinticuatro viviendas en el campus que ofrece vivir en un apartamento de estilo. Las salas de la casa de estudiantes están divididas por género en edificios separados. Cada edificio tiene de diez a catorce unidades con capacidad para albergar a seis personas cada una.
- Helaman Halls es un complejo más moderno y que recientemente ha sido objeto de una renovación de 12 años que abarca de 1991 hasta 2004.[25] Helaman Halls es un edificio de seis módulos, con dormitorio y sala de estar. Los residentes comparten una habitación (más grande que la de Heritage Halls), con otro residente, pero no tienen su propia cocina y usan baños compartidos. Los residentes están obligados a tener un plan de comidas, y comer en la recientemente remodelada Sala de los Comunes del Centro Cannon.[26]
- Wyview Park fue construida en un principio para familias en 1996, pero esto cambió en 2006 cuando el complejo empezó a albergar a estudiantes solteros para contrarrestar la pérdida de alojamiento de solteros en otras áreas.[27] Posee 30 edificios que ofrecen apartamentos para estudiantes, con la opción de compartir habitación o no.
- La Foreign Language Student Residence es un complejo de 25 apartamentos donde los estudiantes hablan exclusivamente la lengua extranjera que estudian. La inmersión lingüística se puede dar en nueve lenguas y los estudiantes están acompañados por un residente nativo a lo largo del año para mejorar la experiencia.[28]

Los estudiantes casados se pueden alojar en Wymount Terrace, que contiene un total de 462 apartamentos repartidos en 24 edificios.
Varias ramas de la BYU Creamery proveen de comida básica y pan a los estudiantes que viven en Heritage Halls, Wymount, Wyview y el FLSR. Helaman Halls es servido por una cafetería central llamada Cannon Center. La BYU Creamery, creada en 1949, se ha convertido en una tradición de BYU y es también frecuentada por los visitantes de la universidad y miembros de la comunidad.

### Sostenibilidad
BYU ha designado la conservación de energía, productos y materiales, el reciclaje, la planificación de espacios y el diseño de edificios, la participación estudiantil, el transporte, la conservación de agua y los eventos sin pérdidas como categorías de máxima prioridad para ser un campus ambientalmente sostenible.
La universidad ha declarado "tenemos la responsabilidad de ser mayordomos sabios de la tierra y sus recursos." BYU está trabajando para aumentar la eficiencia energética de sus edificios mediante la instalación de varias unidades de disco de velocidad en todas las bombas y ventiladores, en sustitución de lámparas incandescentes con iluminación fluorescente, adaptando los edificios del campus con cristal reflectante de baja emisividad, y mejorado el aislamiento del techo para evitar la pérdida de calor. Los grupos de estudiantes del Departamento de Reciclaje de BYU, Eco-respuesta, y la Tierra BYU educan a los estudiantes, profesores, empleados y administradores acerca de cómo reducir el impacto ambiental en el campus. El Departamento de Reciclaje encabezó la reciente campaña de reciclaje de plásticos, que la universidad hizo después de un año de campaña de los estudiantes.

## Demografía

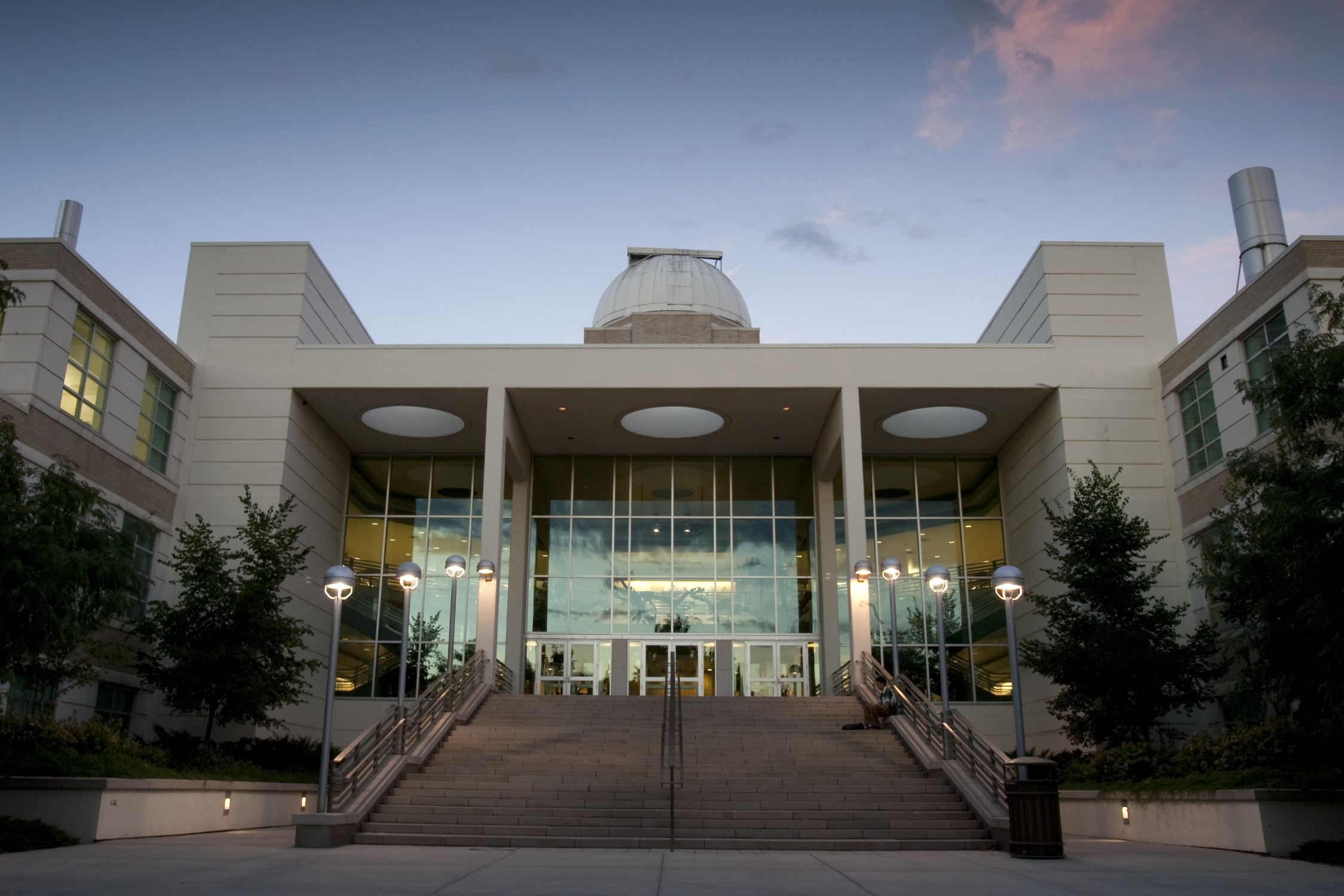
El Centro de Ciencias Eyring alberga un planetario y un péndulo de Foucault.

Asisten a BYU estudiantes de todo Estados Unidos y también de muchos otros países (en 2001, había 1600 estudiantes de 110 países distintos). No es necesario ser miembro, pero el 98% de los estudiantes son miembros de la iglesia.

## Programa de lenguas
El 75% de los hombres y el 12% de las mujeres han servido como misioneros para La Iglesia de Jesucristo de los Santos de los Últimos Días. La mitad de éstos sirvieron en lugares donde el inglés no era el idioma principal. El setenta y dos por ciento de los estudiantes hablan una segunda lengua, y una gran parte de la facultad habla con fluidez un idioma aparte del inglés americano. Durante cualquier semestre, casi el 25% de los estudiantes están matriculados en cursos de lenguas, lo cual es tres veces más que el promedio nacional. BYU es reconocida por su entrenamiento en idiomas extranjeros y en lingüísticas y ofrece cursos en 74 idiomas (según el presidente Bateman, otoño de 2002). Eso incluye muchos idiomas poco comunes que se enseñan a un nivel avanzado. Los estudiantes multilingües fueron un recurso valioso durante las Olimpiadas de Invierno de 2002.

## Vida estudiantil
El ambiente social y cultural de BYU es único y conservador. Debido a que la mayoría de estudiantes también son miembros de la Iglesia resulta que las normas de la Iglesia se amplían considerablemente.

### Código de honor
Todo estudiante y miembro de la facultad tiene que cumplir el código de honor. Este código gobierna la conducta académica, la moralidad, y la manera de vestir y de arreglarse, con el propósito de proveer un ambiente que siga los principios de la iglesia. Los estudiantes se comprometen a: ser honrados, castos, y virtuosos; abstenerse de consumir drogas ilícitas, alcohol, tabaco, café y té negro (estas sustancias se prohíben en la iglesia); y obedecer las reglas que conciernen el modo de vestirse, arreglarse, y al sexo opuesto. Por ejemplo, las faldas y los pantalones cortos deben llegar a la rodilla y las camisas deben tener mangas.

## Programa deportivo
El programa deportivo de BYU incluye hasta 30 especialidades diferentes, que movilizan cada año a más de 10 000 alumnos. El apodo de sus equipos es el de Cougars (pumas) y Cosmo el Puma es la mascota de la escuela desde 1953. La canción de lucha de la escuela es la Cougar Fight Song. Debido a que muchos de sus jugadores sirven en misiones a tiempo completo durante dos años, los atletas de BYU suelen ser mayores que los de otras escuelas. La NCAA permite a los estudiantes servir en misiones de dos años sin quitarles tiempo de su periodo de elegibilidad. Esto ha causado una pequeña controversia, pero está sobradamente reconocido que esto no significa ninguna ventaja dado que los jugadores no reciben ningún entrenamiento durante sus misiones. BYU también ha llamado la atención por negarse a jugar los domingos, así como por expulsar a jugadores por violar el código de honor.

## Alumnos

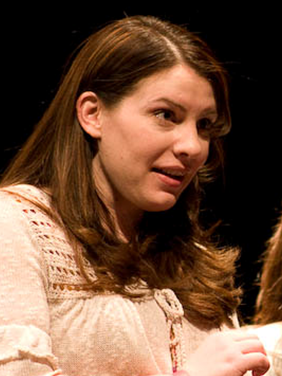
Stephenie Meyer '95, autora de la serie Crepúsculo

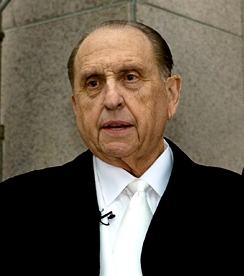
Thomas S. Monson '74, presidente de La Iglesia de Jesucristo de los Santos de los Últimos Días

A partir de noviembre de 2007, la Universidad Brigham Young cuenta con aproximadamente 362 mil alumnos. Actividades para egresados se llevan a cabo en el nuevo Centro para Egresados y Visitantes Gordon B. Hinckley.
Más de 21 graduados de la Universidad Brigham Young han servido en el Senado y en la Cámara de Representantes de los EE. UU., como el exdecano del Senado Reed Smoot (clase de 1876). Miembros del gabinete de los presidentes americanos son el exsecretario de Agricultura con el presidente Dwight D. Eisenhower, Ezra Taft Benson '26 y '60 Rex E. Lee, quien fue procurador general de Estados Unidos bajo el presidente Ronald Reagan.
Exalumnos de BYU incluyen al exdecano de la Escuela de Negocios Harvard Kim B. Clark y Michael K. Young 73, presidente actual de la Universidad de Utah. De la universidad también se graduó el ganador del premio Nobel Paul D. Boyer, así como Farnsworth Filón (Inventor de la televisión electrónica) y Harvey Fletcher (Inventor del aparato auditivo). Tres de los doce presidentes de BYU fueron exalumnos de la universidad. Además, los alumnos de la Universidad Brigham Young, que han servido como líderes de negocios incluyen Gary Crittenden '76, director financiero de Citigroup, y el ex CEO de Dell, Kevin Rollins '84.
En la literatura y el periodismo, destacan Orson Scott Card 75, Brandon Sanderson '00 y '05, '95 y Stephenie Meyer. Personalidades de otros medios de comunicación incluyen a la galardonada comentarista deportiva de ESPN y ex Miss America Sharlene Wells Hawkes '86 y ex copresentador de la CBS "The Early Show" Jane Clayson Johnson '90. En el entretenimiento y la televisión, BYU está representado por Jon Heder '02 (más conocido por su papel de Napoleon Dynamite), los Globos de Oro, nominado Aaron Eckhart '94, animador y director Don Bluth '54, Jeopardy! todas las veces campeón Ken Jennings '00, y Richard Dutcher, "el Padre del cine Mormón." En la industria de la música BYU está representado por el exconcursante de American Idol Carmen Rasmusen, Lindsey Stirling y el director del Coro del Tabernáculo Mormón Mack Wilberg. 
BYU también ha producido muchos líderes religiosos. Entre los alumnos de varias autoridades generales de La Iglesia de Jesucristo de los Santos de los Últimos Días, entre ellos dos presidentes de la iglesia: Ezra Taft Benson '26, y Thomas S. Monson '74, seis apóstoles (Neil L. Andersen, D. Todd Christofferson '69, David A. Bednar '76, Jeffrey R. Holland '65 y '66, Dallin H. Oaks 54, y Reed Smoot 1876), y dos presidentas de la Sociedad de Socorro (Julie B. Beck '73 y Spafford Belle '20). 
Un sinnúmero de alumnos de la Universidad Brigham Young han encontrado el éxito en el deporte profesional. Alumnos de BYU incluyen (béisbol) All-Stars Rick Aguilera '83, Wally Joyner '84, y Jack Morris '76; (baloncesto) Danny Ainge '81, Jimmer Fredette 2011; (fútbol americano) Steve Young '84 y '96, Ty Detmer '90, y Jim McMahon; y (golf) Johnny Miller '69 y Mike Weir '92.